# Zulvin Zamrun
Zulvin Malik Zamrun (sinh ngày 19 tháng 2 năm 1988) là một cầu thủ bóng đá người Indonesia hiện tại thi đấu cho Borneo F.C. ở vị trí tiền vệ ở Liga 1.

## Đời sống cá nhân
Anh là anh em sinh đôi với Zulham Zamrun, là thành viên của Đội tuyển bóng đá quốc gia Indonesia.

## Sự nghiệp
Vào tháng 1 năm 2015, anh ký hợp đồng với Pusamania Borneo.